# John Stollmeyer
John Michael Stollmeyer, né le 25 octobre 1962 à Pittsburgh en Pennsylvanie, est un ancien joueur international américain de soccer ayant évolué au poste de milieu de terrain et défenseur, avant de devenir entraîneur.

## Biographie

### Carrière de joueur

#### Carrière en sélection
Avec l'équipe des États-Unis, il joue 31 matchs (pour aucun but inscrit) entre 1986 et 1990. Il figure notamment dans le groupe des sélectionnés lors de la Coupe du monde de 1990. Lors du mondial, il joue contre la Tchécoslovaquie et l'Italie.
Il participe également aux Jeux olympiques de 1988. Lors du tournoi olympique, il joue deux matchs : contre la Corée du sud et l'URSS.
Il joue enfin la Coupe du monde des moins de 20 ans 1981 organisée en Australie.